# Wereldkampioenschappen zwemmen 2023 – 4×100 meter wisselslag gemengd
De 4×100 meter wisselslag gemengd op de wereldkampioenschappen zwemmen 2023 in Fukuoka vond plaats op 26 juli 2023. De acht snelste teams in de series kwalificeerden zich voor de finale.

## Records
Voorafgaand aan het toernooi waren dit het wereldrecord en het kampioenschapsrecord
| Wereldrecord         | Verenigd Koninkrijk Kathleen Dawson Adam Peaty James Guy Anna Hopkin  | 3.37,58 | Tokio   | 31 juli 2021 |
| Kampioenschapsrecord | Verenigde Staten Matt Grevers Lilly King Caeleb Dressel Simone Manuel | 3.38,56 | Fukuoka | 26 juli 2017 |

## Uitslagen

### Series
| Rang | Serie | Baan | Namen                | Land | Tijd    | Bijz. |
| ---- | ----- | ---- | -------------------- | --- | ------- | ----- |
| 1    | 5     | 4    | Verenigde Staten     | Katharine Berkoff (59,12) Josh Matheny (58,45) Dare Rose (50,50) Abbey Weitzeil (52,40)                                 | 3.40,47 | Q     |
| 2    | 4     | 4    | Australië            | Bradley Woodward (53,63) Samuel Williamson (58,88) Emma McKeon (56,70) Shayna Jack (51,66)                              | 3.40,87 | Q     |
| 3    | 5     | 5    | Nederland            | Maaike de Waard (1.00,07) Arno Kamminga (58,72) Nyls Korstanje (50,53) Marrit Steenbergen (52,13)                       | 3.41,45 | Q     |
| 4    | 4     | 3    | China                | Xu Jiayu (52,68) Yan Zibei (59,00) Wang Yichun (57,46) Wu Qingfeng (53,35)                                              | 3.42,49 | Q     |
| 5    | 4     | 5    | Verenigd Koninkrijk  | Medi Harris (59,71) James Wilby (59,34) Jacob Peters (51,03) Anna Hopkin (53,39)                                        | 3.43,47 | Q     |
| 6    | 5     | 6    | Canada               | Ingrid Wilm (59,68) James Dergousoff (1.00,24) Margaret MacNeil (56,74) Ruslan Gaziev (47,66)                           | 3.44,32 | Q     |
| 7    | 4     | 6    | Japan                | Ryosuke Irie (53,63) Ippei Watanabe (59,48) Ai Soma (57,73) Rikako Ikee (53,95)                                         | 3.44,79 | Q     |
| 8    | 4     | 2    | Duitsland            | Ole Braunschweig (53,66) Lucas Matzerath (58,97) Angelina Köhler (56,65) Lisa-Marie Finger (56,06)                      | 3.45,34 | Q     |
| 9    | 4     | 8    | Zweden               | Hanna Rosvall (1.00,37) Erik Persson (1.00,12) Louise Hansson (57,05) Björn Seeliger (48,31)                            | 3.45,85 |       |
| 10   | 5     | 7    | Frankrijk            | Pauline Mahieu (1.00,45) Clement Bidard (1.00,11) Stanislas Huille (51,69) Beryl Gastaldello (52,82)                    | 3.46,07 |       |
| 11   | 5     | 3    | Italië               | Lorenzo Mora (54,69) Federico Poggio (58,87) Ilaria Bianchi (58,39) Costanza Cocconcelli (54,13)                        | 3.46,08 |       |
| 12   | 5     | 2    | Polen                | Ksawery Masiuk (53,88) Dominika Sztandera (1.06,61) Adrian Jaskiewicz (51,35) Kornelia Fiedkiewicz (54,45)              | 3.46,29 |       |
| 13   | 3     | 5    | Zuid-Korea           | Lee Eun-ji (1.00,41) Choi Dong-yeol (59,50) Kim Young-beom (52,25) Hur Yeon-kyung (54,93)                               | 3.47,09 |       |
| 14   | 4     | 7    | Griekenland          | Apostolos Christou (52,99) Arkadios Aspougalis (1.01,30) Anna Ntountounaki (57,40) Maria Drasidou (55,88)               | 3.47,57 |       |
| 15   | 4     | 1    | Israël               | Anastasia Gorbenko (1.00,13) Ron Polonsky (1.00,17) Tomer Frankel (52,15) Daria Golovaty (55,31)                        | 3.47,76 |       |
| 16   | 5     | 1    | Brazilië             | Guilherme Basseto (54,28) Jhennifer Conceição (1.08,07) Kayky Mota (51,51) Stephanie Balduccini (54,14)                 | 3.48,00 |       |
| 17   | 3     | 3    | Nieuw-Zeeland        | Helena Gasson (1.00,68) Josh Gilbert (1.01,03) Vanessa Ouwehand (59,07) Carter Swift (48,48)                            | 3.49,26 |       |
| 18   | 1     | 4    | Mexico               | Miranda Grana (1.03,11) Miguel de Lara (1.00,94) Athena Meneses (1.00,75) Andres Dupont (48,58)                         | 3.53,38 |       |
| 19   | 5     | 9    | Estland              | Armin Evert Lelle (57,16) Eneli Jefimova (1.06,83) Daniel Zaitsev (52,61) Aleksa Gold (56,90)                           | 3.53,50 |       |
| 20   | 1     | 2    | België               | Stan Franckx (56,25) Florine Gaspard (1.08,80) Valentine Dumont (59,67) Lucas Henveaux (49,34)                          | 3.54,06 |       |
| 21   | 4     | 0    | Hongarije            | Áron Székely (55,96) Dalma Sebestyén (1.09,75) Lora Komoróczy (1.00,86) Dániel Mészáros (50,25)                         | 3.56,82 |       |
| 22   | 5     | 0    | Colombia             | Santiago Corredor (57,59) Jorge Murillo (1.01,41) Karen Durango (1.01,89) Sirena Rowe Cervantes (56,58)                 | 3.57,47 |       |
| 23   | 3     | 4    | Slowakije            | Teresa Ivan (1.03,44) František Jablčník (1.06,21) Andrea Podmaníková (1.02,11) Matej Duša (49,93)                      | 4.01,69 |       |
| 24   | 3     | 7    | Bahama's             | Lamar Taylor (55,03) Rhanishka Gibbs (1.15,42) Davante Carey (54,80) Zaylie Thompson (58,73)                            | 4.03,98 |       |
| 25   | 3     | 6    | Peru                 | Alexia Sotomayor (1.05,21) McKenna de Bever (1.14,36) Diego Balbi (54,18) Joaquin Vargas (51,25)                        | 4.05,00 |       |
| 26   | 4     | 9    | Thailand             | Saovanee Boonamphai (1.06,29) Dulyawat Kaewsriyong (1.05,50) Navaphat Wongcharoen (54,85) Kamonchanok Kwanmuang (58,49) | 4.05,03 |       |
| 27   | 1     | 7    | Panama               | Carolina Cermelli (1.04,75) Emily Santos (1.10,68) Jeancarlo Calderon Harper (56,95) Tyler Christianson (54,70)         | 4.07,08 |       |
| 28   | 2     | 1    | Armenië              | Artur Barseghyan (1.02,72) Ashot Chakhoyan (1.05,45) Varsenik Manucharyan (1.03,02) Ani Poghosyan (58,64)               | 4.09,83 |       |
| 29   | 1     | 6    | Mongolië             | Ariuntamir Enkh-Amgalan (1.08,41) Batbayar Enkhtamir (1.06,87) Enkhtur Erkhes (58,15) Batbayar Enkhkhuslen (57,02)      | 4.10,45 |       |
| 30   | 3     | 1    | Geschorste bond      | Swaleh Abubakar Talib (1.06,03) Maria Brunlehner (1.13,83) Emily Muteti (1.02,71) Monyo Maina (52,79)                   | 4.15,36 |       |
| 31   | 3     | 8    | Oeganda              | Adnan Kabuye (1.03,60) Tendo Mukalazi (1.07,40) Tara Naluwoza (1.09,31) Kirabo Namutebi (59,39)                         | 4.19,70 |       |
| 32   | 3     | 0    | Angola               | Salvador Gordo (1.01,31) Maria Lopes Freitas (1.20,21) Lia Ana Lima (1.07,36) Henrique Mascarenhas (52,27)              | 4.21,15 |       |
| 33   | 2     | 2    | Bahrein              | Asma Lefahler (1.13,55) Abdulla Khalid Jamal (1.06,11) Ali Sadeq Alawi (1.00,75) Ayah Binrajab (1.03,99)                | 4.24,40 |       |
| 34   | 2     | 7    | Nigeria              | Clinton Opute (1.07,38) Adaku Nwandu (1.23,16) Dorcas Abeng (57,10) Colins Obi Ebingha (1.01,26)                        | 4.28,90 |       |
| 35   | 3     | 9    | Noordelijke Marianen | Isaiah Aleksenko (58,58) Maria Batallones (1.21,15) Anthony Deleon (1.03,42) Shoko Litulumar (1.08,78)                  | 4.31,93 |       |
| 36   | 2     | 9    | Papoea-Nieuw-Guinea  | Abigail Ai Tom (1.15,56) Georgia-Leigh Vele (1.17,41) Nathaniel Noka (1.03,88) Josh Tarere (55,46)                      | 4.32,31 |       |
| 37   | 2     | 8    | Micronesië           | Kyler Anthony Kihleng (1.12,03) Tasi Limtiaco (1.04,17) Kestra Kihleng (1.14,09) Taeyanna Adams (1.06,67)               | 4.36,96 |       |
| 38   | 2     | 0    | Kaapverdië           | La Troya Pina (1.16,55) Jayla Pina (1.14,28) Troy Pina (1.06,82) Ailton Lima (59,46)                                    | 4.37,11 |       |
| 39   | 2     | 3    | Tanzania             | Ria Save (1.16,14) Hilal Hemed Hilal (1.15,91) Collins Saliboko (58,97) Sophia Latiff (1.06,33)                         | 4.37,35 |       |
| 40   | 1     | 3    | Tonga                | Kapeli Siua (1.10,09) Noelani Day (1.25,13) Finau Ohuafi (1.00,29) Charissa Panuve (1.03,91)                            | 4.39,42 |       |
| 41   | 2     | 4    | Guam                 | Israel Poppe (1.03,93) Amaya Bollinger (1.38,00) James Hendrix (57,58) Mia Lee (1.01,17)                                | 4.40,68 |       |
| 42   | 2     | 5    | Malediven            | Ali Imaan (1.05,47) Hamna Ahmed (1.31,10) Mohamed Rihan Shiham (1.03,93) Meral Ayn Latheef (1.10,14)                    | 4.50,64 |       |
| 43   | 1     | 5    | Antigua en Barbuda   | DNS | DNS     | DNS   |
| 43   | 3     | 2    | Spanje               | DNS | DNS     | DNS   |
| 43   | 5     | 8    | Singapore            | DNS | DNS     | DNS   |
| 43   | 2     | 6    | Malawi               | Ammara Pinto (1.19,09) Filipe Gomes Muhammad Ali Moosa Tayamika Chang'Anamuno                                           | DSQ     | DSQ   |

### Finale
| Rang   | Baan | Land                | Namen                                                                                             | Tijd    | Bijz. |
| ------ | ---- | ------------------- | ------------------------------------------------------------------------------------------------- | ------- | ----- |
| Goud   | 6    | China               | Xu Jiayu (52,42) Qin Haiyang (57,31) Zhang Yufei (55,69) Cheng Yujie (53,15)                      | 3.38,57 |       |
| Zilver | 5    | Australië           | Kaylee McKeown (58,03) Zac Stubblety-Cook (58,84) Matthew Temple (50,63) Shayna Jack (51,53)      | 3.39,03 |       |
| Brons  | 4    | Verenigde Staten    | Ryan Murphy (52,02) Nic Fink (58,19) Torri Huske (58,19) Kate Douglass (51,79)                    | 3.40,19 |       |
| 4      | 3    | Nederland           | Maaike de Waard (1.00,05) Arno Kamminga (59,00) Nyls Korstanje (50,67) Marrit Steenbergen (52,09) | 3.41,81 |       |
| 5      | 2    | Verenigd Koninkrijk | Medi Harris (59,76) James Wilby (59,47) Jacob Peters (51,11) Anna Hopkin (52,86)                  | 3.43,20 |       |
| 6      | 7    | Canada              | Kylie Masse (59,19) James Dergousoff (1.00,69) Margaret MacNeil (56,30) Ruslan Gaziev (47,54)     | 3.43,72 |       |
| 7      | 1    | Japan               | Ryosuke Irie (53,42) Ippei Watanabe (59,60) Ai Soma (58,40) Rikako Ikee (53,91)                   | 3.45,33 |       |
| 8      | 8    | Duitsland           | Ole Braunschweig (54,00) Lucas Matzerath (59,97) Angelina Köhler (56,74) Nele Schulze (54,91)     | 3.45,62 |       |